# レオポルト2世 (アンハルト＝デッサウ侯)
レオポルト2世マクシミリアン（1700年12月25日 - 1751年12月16日）は、アンハルト＝デッサウ侯国の君主（在位：1747年 - 1751年）であり、プロイセン王国の将軍である。父はアンハルト＝デッサウ侯レオポルト1世（「老デッサウ」）で、母はアンナ・ルイーゼ・フェーゼ。彼はヴィルヘルム・グスタフの弟にあたり、ディートリヒの兄である。

## 生涯
レオポルト2世は9歳に満たない頃から、プロイセン軍での父の軍務に同行し、軍事教育を受けた。1715年には中佐としてシュテンダールに新設された第27歩兵連隊の連隊長に就任した。1724年には黒鷲勲章の騎士に叙せられた。
軍人としてのキャリアは、第一次シュレージエン戦争において顕著であった。1733年にはテューリンゲン州ミュールハウゼンに駐屯するプロイセン軍を率いた。また、グローガウの奇襲攻略（1741年）やモルヴィッツの戦い、コトゥジッツの戦い、ホーエンフリートベルクの戦い、ゾーアの戦いなどで功績を挙げた。特にコトゥジッツの戦いでは、その戦功により元帥に任命され、フリードリヒ2世に次ぐ指揮権を与えられた。
1747年に父レオポルト1世が死去すると、アンハルト＝デッサウ侯国の統治者となり、同時にプロイセン第3歩兵連隊の指揮官も継承した。しかし、侯位継承からわずか4年後の1751年にデッサウで死去した。
彼の死後、侯位は幼少の息子レオポルト3世が継承したが、若年であったため、弟でプロイセンの将軍でもあったディートリヒが後見人を務めた。1752年、プロイセン国王フリードリヒ2世は、1748年に建設されたフォアポンメルンの新しい村に、彼の栄誉をたたえてレオポルツハーゲンと命名した。また、デッサウ城の新築工事をゲオルク・ヴェンツェスラウス・フォン・クノーベルスドルフに開始させたが、完成を見ることなく逝去した。

## 家族
1737年5月25日、ベルンブルクにおいて同族のアンハルト＝ケーテン侯レオポルトの娘ギーゼラ・アグネス（1722年9月21日 - 1751年4月20日）と結婚した。2人の間には以下の7子が誕生した。
1. レオポルト3世フリードリヒ・フランツ（1740年8月10日 - 1817年8月9日） - アンハルト＝デッサウ侯、後にアンハルト＝デッサウ公。
2. ルイーゼ・アグネス・マルガレーテ（1742年8月15日 - 1743年7月11日）
3. ヘンリエッタ・カタリーナ・アグネス（1744年6月5日 - 1799年12月15日） - 1779年10月26日、レーン男爵ヨハン・ユストゥスと結婚。
4. マリー・レオポルディーネ（1746年11月18日 - 1769年4月15日） - 1765年8月4日、リッペ＝デトモルト伯ズィーモン・アウグストと結婚。
5. ヨハン・ゲオルク（1748年1月28日 - 1811年4月1日） - プロイセンの将軍。
6. カズィミーレ（1749年1月19日 - 1778年11月8日） - 1769年11月9日、亡姉の寡夫であるズィーモン・アウグストと結婚。
7. アルベルト・フリードリヒ（1750年4月22日 - 1811年10月31日） - 1774年、リッペ＝ヴァイセンフェルト伯女ヘンリエッテと結婚。嫡子は生まれなかったが、アンナ・ルイーゼ・フランケとの間に非嫡出子のグスタフ・アドルフ・フォン・ハイデックを設けた。